# 墨西哥小丑
〈墨西哥小丑〉（英語：Mexican Joker）是美國的動畫劇集《南方四賤客》第二十三季的首播集。於2019年9月25日在喜劇中心首播。該集諷刺了ICE拘留中心和2019年美國電影《小丑》的道德不確定性。

## 劇情
蘭迪·馬希帶領一個旅遊團參觀他的風骨大麻農場，向他們講解它是如何發展並壯大的。當阿ㄆㄧㄚˇ向屎蛋·馬希抱怨農場的變化時，蘭迪注意到他的訂單有所減少。當他拜訪史蒂芬並親自送一盒大麻時，他驚訝的發現南方公園的其他人已經開始自行種植大麻，蘭迪氣憤的告訴史蒂芬自己會採取行動。屎蛋在蘭迪的逼迫下請求南方公園市議會應當禁止私人種植大麻，但被議會拒絕，蘭迪徹底動怒，並抱怨南方公園待他非常不公。隨後，MedMen的代表拜訪了蘭迪，隨後他們同意進行合作。不過他的搭檔神奇毛巾對於他決定將農場賣掉感到厭惡隨後離去。
阿ㄆㄧㄚˇ目睹了一批ICE特工逮捕了史蒂芬的西班牙裔園丁並將他與家人分開，他對ICE可以匿名舉報看似隨意地將家人分開的想法很感興趣。就在ICE特工突襲布拉夫斯基一家時，阿ㄆㄧㄚˇ向凱子·布拉夫斯其打了一通威脅的電話，而阿ㄆㄧㄚˇ則在遠處興高采烈地看著凱子一家被遣送。當凱子到達ICE拘留中心時，特工發現他是猶太人，他們認為必須盡快讓凱子離開，否則就有被視為種族主義者的風險。當ICE特工向凱子道歉時，凱子詢問了其他孩子的狀況，並警告他們，孩子們的壓力和焦慮可能會導致其中一個人成為墨西哥小丑。特工們自此之後對此反應過度，並想知道他們營地中的哪個孩子將是墨西哥小丑。後來，一輛新的兒童巴士抵達營地，而阿ㄆㄧㄚˇ也在其中。阿ㄆㄧㄚˇ告訴凱子拘留中心可能會讓他想到納粹的集中營，並對他的所做感到抱歉，之後凱子制定了一個讓所有人逃跑的計劃。
另一方面，整個南方公園發生了一系列連環爆炸，摧毀了所有私人的大麻農場，警方立即懷疑元凶是「墨西哥小丑」。凱子讓所有拘留中心的孩子們把鋁箔毯做成圓頂狀小帽，並讓他們信仰猶太教，試圖讓特工們釋放他們，但首席ICE特工認為他正在經歷對墨西哥小丑起源的倒敘，因此射殺其他的特工，然後驚慌失措地逃跑了。而蘭迪正慶祝著風骨農場的產品銷售量恢復以往。

## 評價
Den of Geek的Chris Longo給該集的評分為「5星」，並總結他的評論說：「我認為風骨農場的健康已經被我剝奪了。現在世界上所有的壞事，為什麼不能只是保留我們的風骨農場？我對這個弧線的走向不抱太大希望，但我是一個受虐狂，下週我會回來。」
影音俱樂部的John Hugar給該集「C+」的評分，並在他的評論中表示：「該集最後面試圖一次展露太多，感覺很尷尬又脫節。在之前的劇情連續的季度中，該劇輕鬆的將故事線帶過，通常一次介紹一集，並在季終集解決所有的問題。」

## 外部連結
- 互联网电影数据库上墨西哥小丑的资料（英文）